# Elisa Mörzinger
Elisa Mörzinger (* 6. Mai 1997 in Rohrbach in Oberösterreich) ist eine ehemalige österreichische Skirennläuferin. Sie gehörte dem B-Kader des Österreichischen Skiverbandes an und hatte ihre Stärken in der technischen Disziplin Riesenslalom.

## Biografie
Elisa Mörzinger stammt aus Altenfelden im Mühlviertel und startet für den SU Böhmerwald. Sie hat eine Schwester und stand im Alter von drei Jahren erstmals auf Ski. Nach dem Besuch der Skihauptschule Windischgarsten wechselte sie an das Schigymnasium Stams, wo sie 2016 maturierte.
Im Alter von 16 Jahren bestritt sie in Schladming ihre ersten FIS-Rennen. Im Jänner 2016 debütierte sie in der Abfahrt von Zauchensee im Europacup, konnte sich in den ersten Rennen jedoch nicht behaupten. Die erste Platzierung in den Punkterängen gelang ihr erst im Dezember 2018 im Super-G von Kvitfjell. Ein Jahr später schaffte sie es als Dritte im Riesenslalom von Trysil erstmals auf das Podest. Im Dezember ließ sie in Andalo Platz zwei und ihren ersten Sieg folgen.
Ihr Weltcup-Debüt gab Mörzinger am 26. Oktober 2019 im Riesenslalom von Sölden. Bei drei weiteren Rennen konnte sie sich jeweils nicht für den zweiten Durchgang qualifizieren. Dies gelang ihr erstmals am 19. Jänner 2020 im Parallelriesenslalom in Sestriere, wo sie überraschend bis ins Finale vordrang und erst dort der Französin Clara Direz unterlag. Ihr nächstes Top-10-Resultat gelang ihr im November desselben Jahres mit Rang acht wiederum bei einem Parallelrennen in Zürs. Wenige Wochen später gewann sie bei den aufgrund der COVID-19-Pandemie auf Dezember verlegten österreichischen Meisterschaften den Staatsmeistertitel im Riesenslalom. Danach konnte sie nicht mehr an ihre beiden Topergebnisse anknüpfen und gab im April 2024 ihr Karriereende bekannt.

## Erfolge

### Weltcup
- 2 Platzierungen unter den besten zehn, davon 1 Podestplatz

### Weltcupwertungen
| Saison  | Gesamt | Gesamt | Riesenslalom | Riesenslalom | Parallel | Parallel |
| Saison  | Platz  | Punkte | Platz        | Punkte       | Platz    | Punkte   |
| ------- | ------ | ------ | ------------ | ------------ | -------- | -------- |
| 2019/20 | 66.    | 80     | –            | –            | 4.       | 80       |
| 2020/21 | 68.    | 56     | 34.          | 24           | 8.       | 32       |
| 2021/22 | 83.    | 43     | 39.          | 23           | 13.      | 20       |
| 2022/23 | 91.    | 22     | 39.          | 22           | –        | –        |

### Europacup
- Saison 2019/20: 3. Riesenslalomwertung
- Saison 2020/21: 7. Riesenslalomwertung
- Saison 2021/22: 4. Riesenslalomwertung
- 8 Podestplätze, davon 3 Siege:

| Datum             | Ort           | Land        | Disziplin    |
| ----------------- | ------------- | ----------- | ------------ |
| 15. Dezember 2019 | Andalo        | Italien     | Riesenslalom |
| 13. Februar 2021  | Berchtesgaden | Deutschland | Riesenslalom |
| 10. Februar 2022  | Kopaonik      | Serbien     | Riesenslalom |

### Weitere Erfolge
- 2 österreichische Meistertitel (Riesenslalom 2020 und 2021)
- Dritte der österreichischen Meisterschaften im Riesenslalom 2018
- 5 Siege in FIS-Rennen